# II. třída okresu Třebíč
II. třída okresu Třebíč (Okresní přebor II. třídy) tvoří společně s ostatními skupinami II. třídy osmou nejvyšší fotbalovou soutěž v Česku. Je řízena Okresním fotbalovým svazem Třebíč. Hraje se každý rok od léta do jara se zimní přestávkou. Účastní se jí 14 týmů z okresu Třebíč, každý s každým hraje jednou na domácím hřišti a jednou na hřišti soupeře. Celkem se tedy hraje 26 kol. Vítězem se stává tým s nejvyšším počtem bodů v tabulce a postupuje do I. B třídy kraje Vysočina – skupiny B. Celkový počet sestupujících je ovlivněn počtem sestupujících z I. B třídy kraje Vysočina – skupiny B. Do II. třídy vždy postupuje vítězný a druhý tým z III. třídy.

## Vítězové
| Ročník    | Vítězný tým                      |
| --------- | -------------------------------- |
| 1987/1988 | TJ RH Třebíč                     |
| 1988/1989 | ...                              |
| 1989/1990 | VTJ Náměšť nad Oslavou           |
| 1990/1991 | ...                              |
| 1991/1992 | VTJ Start Náměšť nad Oslavou „B“ |
| 1992/1993 | SK Okříšky                       |
| 1993–2003 | ...                              |
| 2003/2004 | TJ Družstevník Jakubov           |
| 2004/2005 | FC Budišov-Nárameč               |
| 2005/2006 | FK Rudíkov-Trnava                |
| 2006/2007 | FC Rapotice                      |
| 2007/2008 | TJ Sokol Studenec                |
| 2008/2009 | TJ Vladislav                     |
| 2009/2010 | Sokol Želetava                   |
| 2010/2011 | TJ Sokol Hrotovice               |
| 2011/2012 | SK Moravské Budějovice „B“       |
| 2012/2013 | TJ Vladislav                     |
| 2013/2014 | SFK Dukovany 2001                |
| 2014/2015 | SK Nové Syrovice                 |
| 2015/2016 | TJ Třebelovice                   |
| 2016/2017 | 1. SK Rokytnice nad Rokytnou     |
| 2017/2018 | TJ Sokol Přibyslavice            |
| 2018/2019 | SK Fotbalová škola Třebíč        |
| 2019/2020 | TJ Třebelovice                   |
| 2020/2021 | SK Blatnice                      |
| 2021/2022 |                                  |